# Los siete héroes y los cinco caballeros
Los siete héroes y los cinco caballeros(忠烈俠義傳), también conocida por su reimpresión de 1883 titulada Los tres héroes y los cinco galanes (三俠五義), es una novela china de 1879 basada en las actuaciones orales del narrador Shi Yukun. La novela fue posteriormente revisada por la filóloga Yu Yue y reeditada en 1889 bajo el título Los siete héroes y los cinco galanes (七俠五義), con la historia esencialmente inalterada.
Ambientada en la dinastía Song del siglo XI, la historia detallaba el ascenso del legendario juez Bao Zheng a un alto cargo, y cómo un grupo de youxia (caballeros andantes) —cada uno con un excepcional talento marcial y heroísmo desinteresado— le ayudaron a luchar contra los crímenes, la opresión, la corrupción y la rebelión. Fue una de las primeras novelas que fusionó los géneros Gong An (ficción de corte) y wuxia (ficción caballeresca).
Elogiada por su narración humorística y sus vívidas caracterizaciones, la novela ha gozado de un gran número de lectores: engendró dos docenas de secuelas hacia 1924 (según Lu Xun) y sirvió de modelo temático de más de 100 novelas, supuestamente, en la última etapa de la dinastía Qing. Incluso en la era moderna, los cuentos han sido continuamente recreados en medios culturales populares, incluyendo la narración de cuentos orales, óperas, películas y dramas televisivos.

## Evolución textual

### La narración y las transcripciones de Shi Yukun
Shi Yukun fue un narrador de historias que actuó en Beijing, la capital de la dinastía Qing, entre 1810 y 1871. Ganó especial fama contando las leyendas del oficial de la dinastía Song Bao Zheng (999-1062), también conocido como Bao Longtu (包龍圖; "Dragon-Pattern Bao"). Las actuaciones de Shi, acompañadas por el toque del sanxian (laúd), atraían a miles de espectadores. Esta historia resultó ser tan popular que las editoriales y los vendedores comenzaron a adquirir manuscritos para ser distribuidos y vendidos. Una de estas copias, aparentemente una transcripción de las narraciones orales de otro narrador, contenía esta referencia de Shi —traducida por Susan Blader—:

Tomemos como ejemplo al tercer maestro Shi Yukun. No importa qué, no puedo superarlo en narración. En la actualidad, ya no hace apariciones. Pero, cuando iba a esa sala de narraciones, contaba tres capítulos de una historia en un día y recolectaba muchas decenas de  cadenas de efectivo. Ahora hoy su nombre resuena en las nueve ciudades y no hay quien no haya oído hablar de él. Yo mismo recolecto solamente una o dos ristras de efectivo al día para contar historias, y ¿qué pueden comprar en estos días?

Estas primeras copias manuscritas se conocían como Bao Gong'an (包公案; «Los casos del Señor Bao») o Longtu Gong'an (龍圖公案; «Los casos de Longtu» o «Los casos del Señor del Patrón Dragón»), compartiendo títulos con las colecciones de la dinastía Ming del siglo XVI. Una versión posterior conocida como Longtu Erlu (龍圖耳錄; «Registro acústico de Longtu»), que data de 1867, y sin versos cantados y comentarios sin sentido, fue claramente escrita de memoria por alguien que escuchó las actuaciones en vivo de Shi. Longtu Erlu no se publicó hasta 1982, según Blader. Otra fuente menciona a un Xiang Leting (祥樂亭) y a un Wen Liang (文良) que «iban todos los días a escuchar la narración de la historia y después de volver a casa juntos la escribían comparando notas», Wen Liang fue uno de los mayores coleccionistas de libros en el Pekín del siglo XIX y claramente un miembro de élite de la sociedad.

### El cuento de los héroes y los justos caballeros (1879)
Basado en Longtu Erlu, el capítulo 120 de El cuento de los héroes leales y los justos caballeros fue impreso por un tipo móvil en el Juzhen tang (聚珍堂) en 1879, lo que causó sensación en Pekín. Sin precedentes para una novela china impresa, el nombre del narrador oral Shi Yukun apareció en la portada. El libro también incluía tres prefacios, escritos respectivamente por
- «Maestro investigador de bambú» (問竹主人) que afirmó ser el principal contribuyente. Eliminó algunas partes sobrenaturales de Longtu Erlu. Algunos eruditos creen que esta afirmación indica que él mismo era Shi Yukun.[13]
- «Taoísta cautivado» (入迷道人), muy probablemente un escritor o editor principal. Ha sido identificado como Wen Lin (文琳) por algunos estudiosos.[14]
- «Maestro de la reflexión» (退思主人), probablemente el dueño de Juzhen tang o alguien cercano.

En una reimpresión de 1883 de Wenya zhai (文雅齋), la novela fue rebautizada como Los tres héroes y los cinco caballeros, siendo los «tres héroes» en realidad cuatro personas, a saber, Zhan Zhao el héroe del sur, Ouyang Chun el héroe del norte, y los gemelos Ding o los héroes gemelos.

### Los siete héroes y los cinco caballeros (1889)

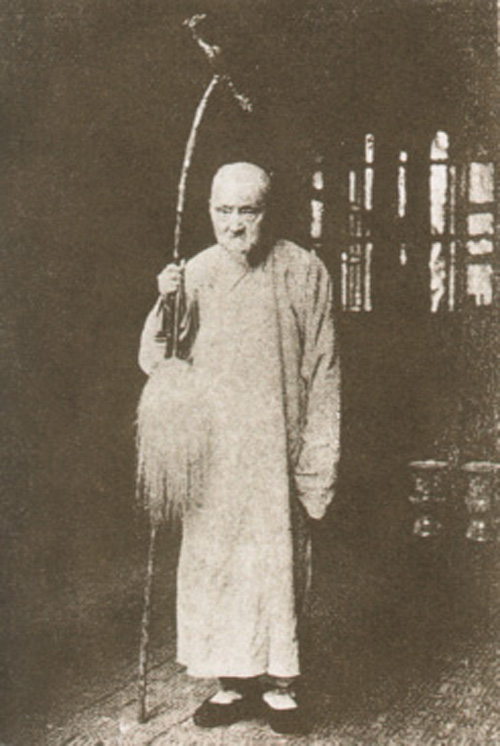
Yu Yue fue gratamente sorprendido por la novela que describió como «una pieza de escritura verdaderamente única en el mundo».

Años más tarde, el académico de Suzhou, Yu Yue recibió el libro de su amigo Pan Zuyin, presidente de la Junta de Obras de Qing, quien lo recomendó como «bastante digno de ser leído». Inicialmente escéptico, Yu Yue quedó tan fascinado por la novela que se propuso revisarla.
Como filólogo meticuloso, Yu se aseguró de que la escritura se ajustara a los más altos estándares de erudición. La mayoría de sus cambios fueron textuales y superficiales, incluyendo:
- El cambio del título a Los siete héroes y los cinco caballeros, porque pensó que los gemelos Ding siendo dos personas no podían ser considerados un solo héroe. También consideró a Ai Hu, Zhi Hua y Shen Zhongyuan como «héroes», aunque Zhi y Shen no tienen la palabra «héroe» en sus apodos.
- Cambió el nombre de un personaje de Yan Chasan (顏查散) a Yan Shenmin (顏眘敏, —obsérvese cuánto se parecen los caracteres chinos— porque consideró que «Chasan» era demasiado «inculto» para alguien con formación académica oficial.[20]

El único cambio importante con respecto a Yu Yue fue que reescribió completamente el capítulo 1, que antes se titulaba «El Príncipe Heredero es sustituido al nacer por un plan; la concubina imperial es rescatada por un mártir heroico y caballero» (設陰謀臨產換太子 奮俠義替死救皇娘) y cuenta una historia ficticia que no sigue la historia. Yu encontró la historia absurda y reescribió el capítulo de acuerdo con el libro de historia estándar Historia de Song, cambiando también su título en «base a la historia oficial para revisar los casos de crímenes de Longtu; empleando a Lord Bao para comenzar todo el libro de héroes y caballeros» (據正史翻龍圖公案 借包公領俠義全書). Sin embargo, no cambió los capítulos posteriores que siguen a esa sub-historia, resultando ligeras inconsistencias.
A pesar de su pedantería, su versión revisada, que fue publicada por el Guangbaisong zhai de Shanghái (廣百宋齋), se convirtió en la versión predominante en toda China, particularmente en el sur.

### Reimpresiones posteriores

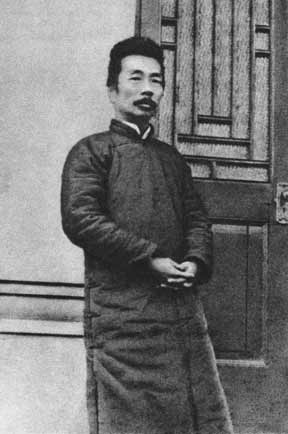
En Una breve historia de la ficción china, Lu Xun calificó a la novela como «sobresaliente» entre los «cuentos», y escribió: «Aunque algunos de los incidentes son más bien ingenuos, los caballeros forajidos se presentan vívidamente y las descripciones de la vida en la ciudad y las bromas con las que el libro se intercala añaden interés».

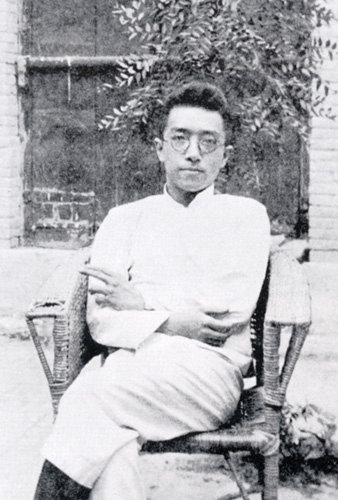
Hu Shih no solamente escribió el prefacio de la reimpresión de 1925, sino que también incluyó la novela entre su «Lista de libros de sinología de nivel menor» (最低限度的國學書目; es decir, lista de lectura para los estudiantes de la Universidad Tsinghua.

A finales del siglo XIX, la novela fue reeditada al menos trece veces.
En la década de 1920, Lu Xun consideró necesario reimprimir esta novela. En una carta a Hu Shih con fecha 28 de diciembre de 1923, Lu sugirió usar la versión anterior a la edición de Yu Yue mientras que incluía el capítulo 1 de Yu como apéndice. El proyecto de reimpresión fue emprendido por el bisnieto de Yu Yue, Yu Pingbo, quien sin embargo consultó la versión de su bisabuelo durante su edición. Cuando la Biblioteca de Asia Oriental (亞東圖書館) publicó la reimpresión en 1925, Hu escribió el prefacio y elogió mucho el original. Esta reimpresión revivió significativamente la versión de Los tres héroes y los cinco caballeros.

## Personajes principales
- 'Bao Zheng, también conocido como el Juez Bao
- Gongsun Ce, secretario del Juez Bao.
- Yan Chasan (Yan Shenmin), el protegido del Juez Bao.

### Los siete héroes
- Ouyang Chun, apodado «Héroe del norte»
- Zhan Zhao, apodado «Héroe del sur», también conocido como «Gato imperial»
- Ding Zhaolan y Ding Zhaohui, apodados «Héroes gemelos»
- Zhi Hua, apodado «Black Demon Fox»
- Ai Hu, apodado «Joven héroe»"
- Shen Zhongyuan, apodado «Pequeño Zhuge»

### Los Cinco caballeros / Cinco ratas
- Lu Fang, apodado «Rata del Cielo»
- Han Zhang, apodado «Rata de la Tierra»
- Xu Qing, apodado «Rata de montaña»
- Jiang Ping, apodado «Rata de río»
- Bai Yutang, apodado «Rata lustrosa»

### Antagonistas principales
- Pang Ji, también conocido como Imperial Tutor Pang
- Pang Yu, Marqués de Anle, hijo depravado de Pang Ji
- Guo Huai, eunuco malvado
- Hua Chong, apodado «Mariposa colorida», violador en serie
- Príncipe de Xiangyang, tío rebelde del emperador
- Deng Che

## Estructura
Al discutir la trama, la investigadora Paize Keulemans concluyó que «no hay una trama principal. Más bien, la estructura de la novela consiste en un número desconcertante de eventos que desafían un resumen fácil y sucinto». Aun así, la novela se puede dividir aproximadamente en dos partes, con los primeros 27 capítulos centrados en Bao Zheng y sus casos legales, (género gong'an) y los 93 capítulos restantes se centran en los héroes y caballeros (género wuxia). Las historias de la primera parte fueron tomadas en gran parte de tradiciones literarias y orales y, como tales, contienen materiales sobrenaturales —lo que el «Maestro investigador del bambú», posiblemente el propio Shi Yukun, describió como «el evento extraño y extraño ocasional»—. En comparación, la segunda parte representa exclusivamente el genio creativo de Shi, y carece de superstición.

## Secuelas e imitadores

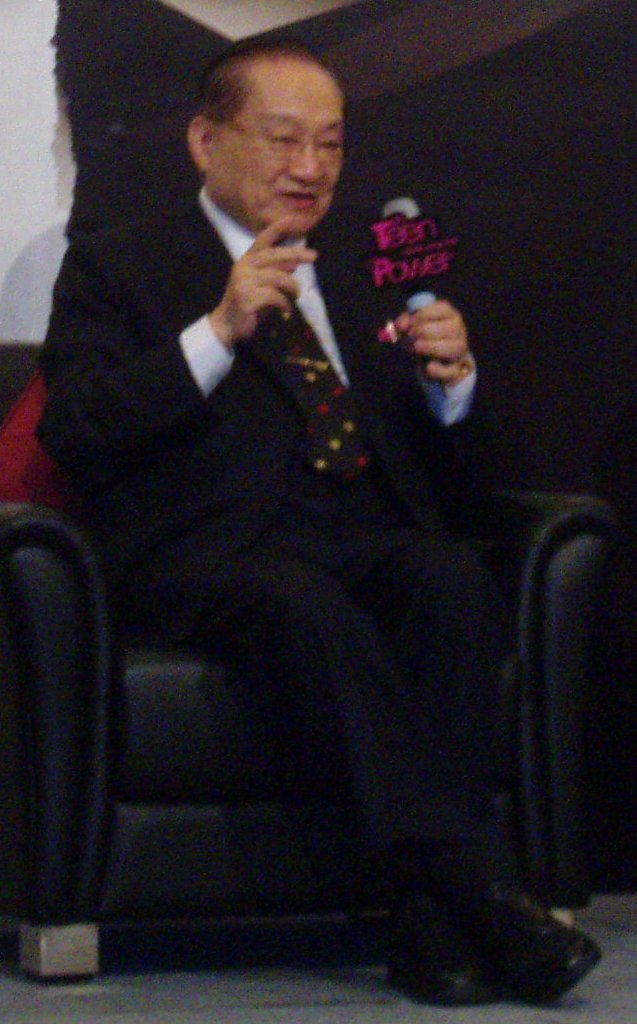
Jin Yong escribió: leída hasta La novena secuela de los cinco caballeros más jóvenes (九續小五義). «Aparte del erotismo y las tonterías, no se puede encontrar nada más en estos libros de secuelas».

### Los cinco caballeros más jóvenes y la secuela de Los cinco caballeros más jóvenes
La novela de 1879 no se completa en el capítulo 120 y final, en cambio, en la última página se remite a los lectores a un libro secuela titulado Los cinco caballeros más jóvenes(小五義), del que se dice que tiene «cerca de cien capítulos». En 1890, una novela con ese título fue publicada por otra editorial de Pekín, Wenguang lou (文光樓). Fue editada por Shi Duo (石鐸), y un «Taoísta cautivado por el viento» (風迷道人), que recuerda al «Taoísta cautivado», el editor de la novela original. Ninguno de los argumentos «previsibles» al final del original apareció en la secuela. Los editores no negaron que las dos novelas tenían orígenes diferentes: Shi Duo afirmó que su novela fue publicada después de adquirir el completo borrador «auténtico» de trescientos capítulos de Shi Yukun, «sin resignarse al gran costo». De acuerdo con su borrador, que contenía tres partes, «Taoísta cautivado por el viento» creía que el original de 1879 debía ser una falsificación.
A pesar de tener 124 capítulos, la «Trampa de la malla de cobre» que los héroes y caballeros se propusieron destruir en el original de 1879 todavía no había sido destruida al final del libro. En su lugar, la novela termina en una llamada para atraer a sus lectores a comprar la siguiente entrega, que se publicó en 1891 como La secuela de los cinco caballeros más jóvenes (續小五義). Ambas secuelas gozaron de un gran número de lectores y fueron reimpresas muchas veces. Lu Xun creía que «estas obras fueron escritas por muchas manos... resultando en numerosas inconsistencias».

### Otras secuelas e imitadores
Dos secuelas alternativas a la novela original son:
- La secuela del cuento de héroes y caballeros (續 俠義 傳), apareció por primera vez durante el reinado del emperador Guangxu (1875-1908).
- La secuela de los siete héroes y cinco caballeros, publicada por primera vez en 1905 por un «maestro de la construcción de hierba fragante».

Shi Duo en su prefacio en La secuela de los cinco jóvenes caballeros denunció a los competidores que afirmaban poseer la historia de Shi Yukun como «ladrones desvergonzados». Aunque La secuela de los cinco caballeros más jóvenes completó el cuento, no pudo detener a los entusiastas y aprovechados de escribir y publicar más secuelas, como Otra secuela de los cinco caballeros más jóvenes (再續小五義), La tercera secuela de los cinco caballeros más jóvenes (三續小五義) y muchas otras, con Lu Xun en 1924 contando 24 secuelas. Una explosión de novelas copiadas también inundó el mercado en los últimos años del siglo XIX, asumiendo títulos similares como:
- Dieciocho héroes y nueve caballeros (九義十八俠)
- Siete espadachines y trece héroes (七劍十三俠)
- Los ocho caballeros mayores (大 八 義), a la que siguieron Los ocho caballeros más jóvenes (小 八 義), Una secuela de los ocho caballeros más jóvenes (續 小 八 義) y Otra secuela de los ocho caballeros más jóvenes (再續 小八 義)

En un ensayo de 1909, el escritor Shi An (石 菴) lamentó lo barato de tales obras —traducidas por Paize Keulemans—:

Desde que aparecieron Los siete héroes y los cinco caballeros , han seguido no menos de un centenar de imitadores ... Al principio no podía entender cómo podían aparecer de repente tantos escritos de este tipo, pero después un amigo me dijo que novelas como estas son producidos por editores de Shanghái que, en busca de ganancias insignificantes, contratan especialmente a literatos con estudios a medias para que realicen esos libros, todo para venderlos ampliamente. Ahora, libros como estos son los más adecuados para encontrar el favor de los niveles más bajos de la sociedad, por lo que [los editores] simplemente cambian un poco el título y así producen otra novela, y como resultado aparecen mil, no, diez mil volúmenes . Estas novelas son como los pies de las campesinas: son largos y malolientes, llenan calles y avenidas, aparecen por todas partes.

El famoso intérprete de pingshu Shan Tianfang también produjo un drama radial televisivo El héroe de las cejas blancas (白眉大侠), que sigue la aventura de Xu Liang, uno de los personajes principales de Los cinco jóvenes caballeros, y su grupo de compañeros de lucha para derrotar a varias fuerzas malignas de los forajidos jianghu.

## Traducciones

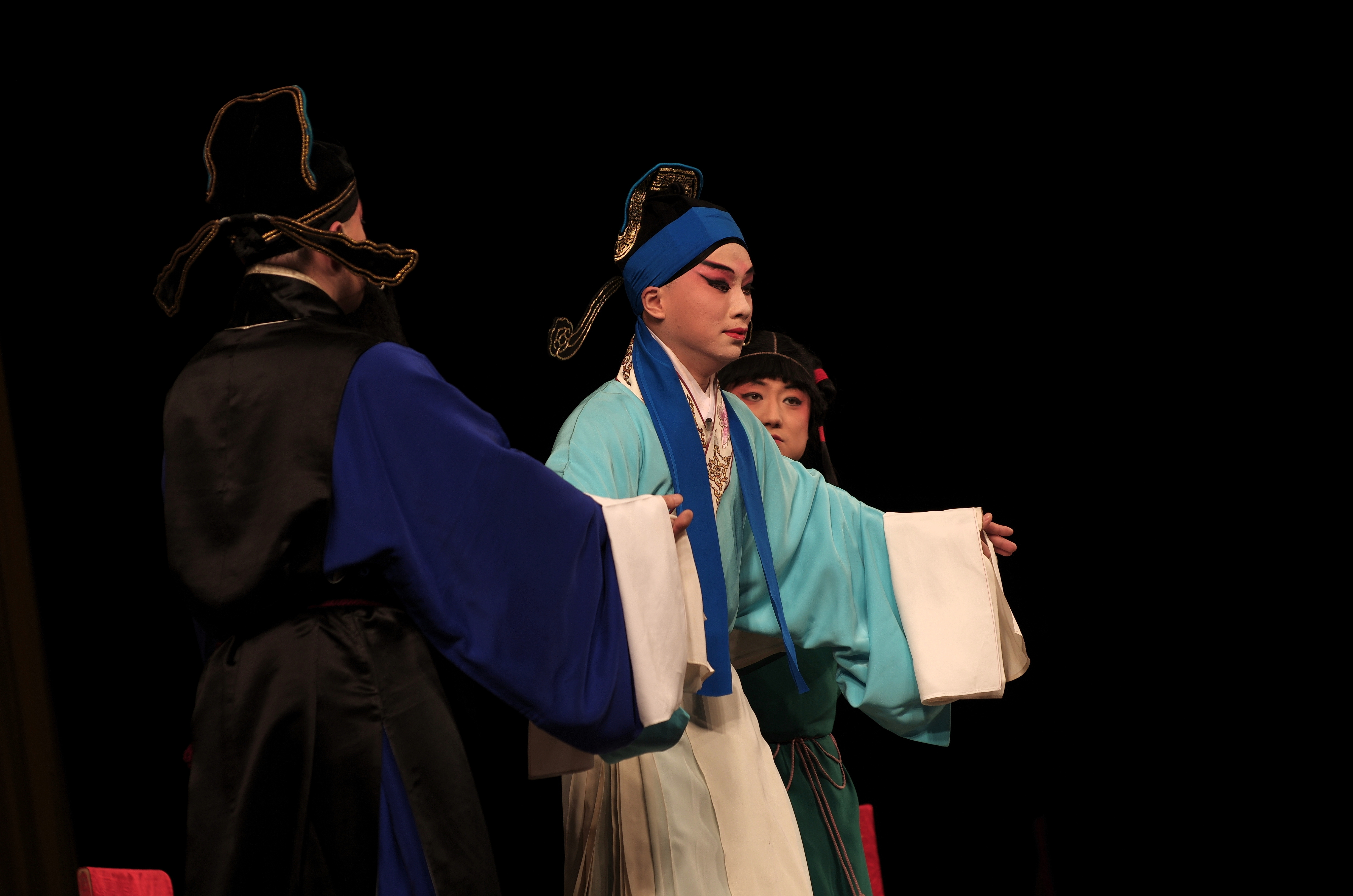
Gongsun Ce (izquierda), Yan Chasan (centro) y Yumo interpretados por actores de la ópera de Pekín. De una actuación en el Teatro Tianchan, Shanghái, 20 de diciembre de 2014.

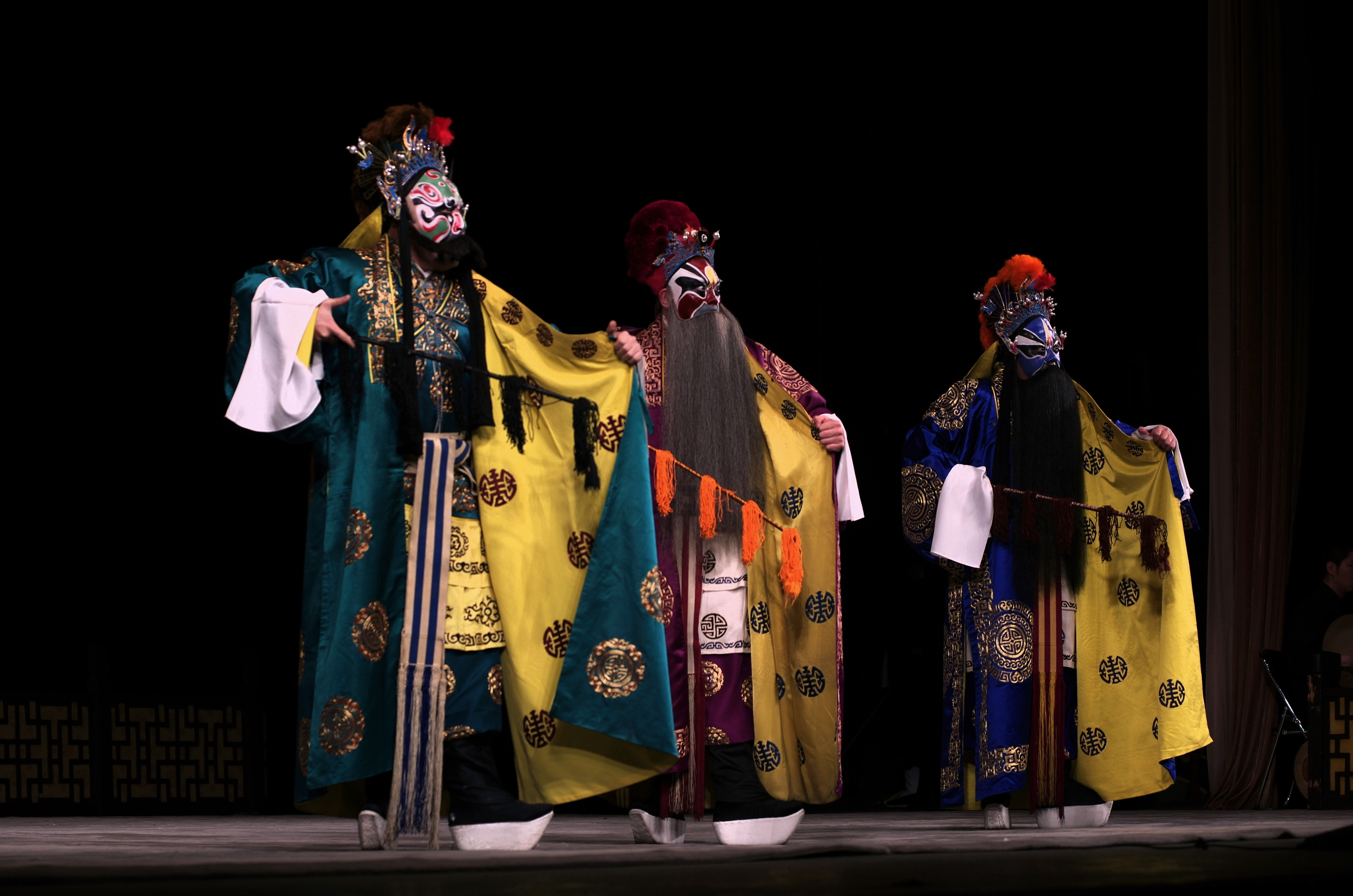
Los hermanos gemelos Xu Qing (izquierda), Lu Fang (centro) y Han Zhang interpretados por los actores de la ópera de Pekín. De una actuación en el Teatro Tianchan, Shanghái, 20 de diciembre de 2014.

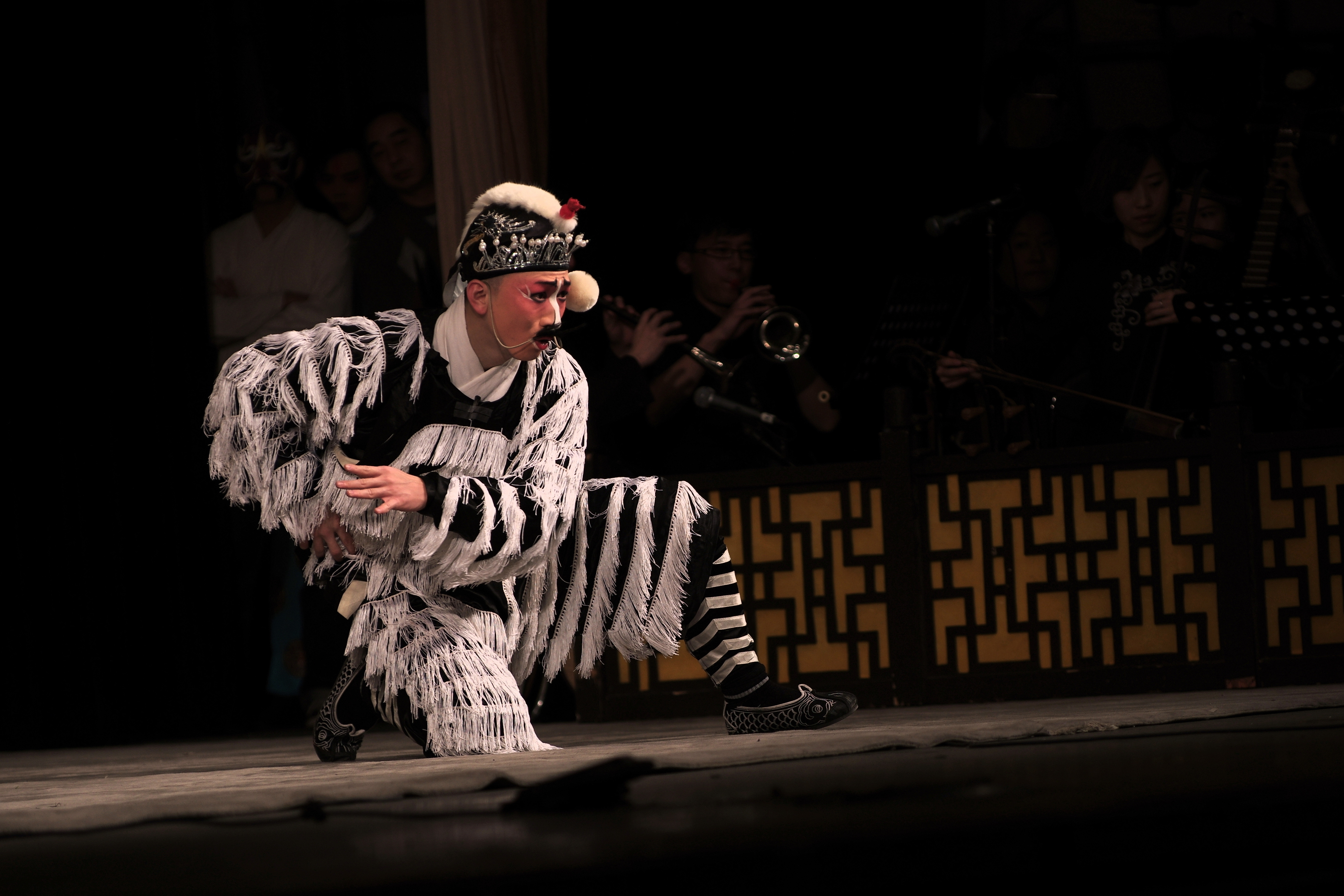
Jiang Ping interpretado por un actor de ópera de Pekín. De una actuación en el Teatro Tianchan, Shanghái, 20 de diciembre de 2014.

Hay dos traducciones al inglés disponibles:
- Song Shouquan (traductor) (1997). The Seven Heroes and Five Gallants. Chinese Literature Press. ISBN 7-5071-0358-7.
- Blader, Susan (1998). Tales of Magistrate Bao and His Valiant Lieutenants: Selections from Sanxia Wuyi. The Chinese University Press. ISBN 962-201-775-4.

El libro de Song Shouquan es una traducción abreviada de los 120 capítulos. Blader tradujo aproximadamente un tercio de los capítulos, con relativa más fidelidad. Como Blader usó la versión antes de la dirección editorial de Yu Yue, el Capítulo 1 es notablemente diferente del libro de Song.
Además, otros dos libros contienen historias —en gran parte reescritas— de los primeros 19 capítulos de la novela:
- Chin, Yin-lien C.; Center, Yetta S.; Ross, Mildred (1992). The Stone Lion" and Other Chinese Detective Stories: The Wisdom of Lord Bau. M. E. Sharpe. ISBN 0-87332-634-2.
- Hu Ben; Sun Haichen (traductor) (1997). Exchanging a Leopard Cat for a Prince: Famous Trials Conducted by Lord Bao. Foreign Languages Press. ISBN 7-119-01896-5.

La novela ha sido traducida a otros idiomas, como el japonés (por Torii Hisayasu), vietnamita (por Phạm Văn Điều), malayo (por Oey Kim Tiang), checo (por Olga Lomová), francés (por Rébecca Peyrelon), y ruso (por Vladimir A. Panasyuk).

## Temario
La novela pone gran énfasis en los valores confucianos, como el yi (rectitud) y el ren (altruismo), que caracterizan a todos los héroes y caballeros. En el capítulo 13, el narrador agregó un breve comentario sobre la definición de «héroe» (traducido por Susan Blader):

Zhan Zhao es un verdadero practicante de las buenas acciones y los actos justos. Se siente a gusto en todas partes. No es que deba erradicar todos los males, pero una vez que ve una injusticia no puede dejarla en paz. Es como si se convirtiera en su propio asunto personal y eso, precisamente, es por lo que es digno del nombre «Héroe».

Además, la novela también defiende la libertad personal. En el capítulo 29, por ejemplo, Zhan Zhao confesó —según la traducción de Song Shouquan—: «En cuanto a mi ascenso a la guardia imperial, encuentro que me impide hacer lo que más me gusta y que es viajar disfrutando de las bellezas de la naturaleza. Ahora estoy atado por la oficialidad. Si no fuera por la alta estima que tengo por el Primer Ministro Bao habría dimitido hace tiempo». Su contraparte «norteña» Ouyang Chun incluso rechazó a Bao y a otros oficiales por completo, prefiriendo ayudar al gobierno por su cuenta, incluso de forma anónima. En la China imperial, cuando el oficialismo era particularmente apreciado y codiciado, esas declaraciones y acciones hablan por sí solas de las creencias del autor.
Los últimos 42 capítulos, se centran en la supresión de una rebelión ficticia. La inclusión de este segmento transmitió el deseo del autor de paz y tranquilidad, ya que a mediados del siglo XIX la dinastía Qing fue asolada por numerosas rebeliones sangrientas, incluyendo la Rebelión Taiping, la Rebelión Nian, y la Rebelión Panthay, que en conjunto cobraron decenas de millones de vidas.